# Ірменах
Ірменах (нім. Irmenach) — громада в Німеччині, розташована в землі Рейнланд-Пфальц. Входить до складу району Бернкастель-Віттліх. Складова частина об'єднання громад Трабен-Трарбах.
Площа — 16,38 км2. Населення становить 642 ос. (станом на 31 грудня 2020).

## Галерея

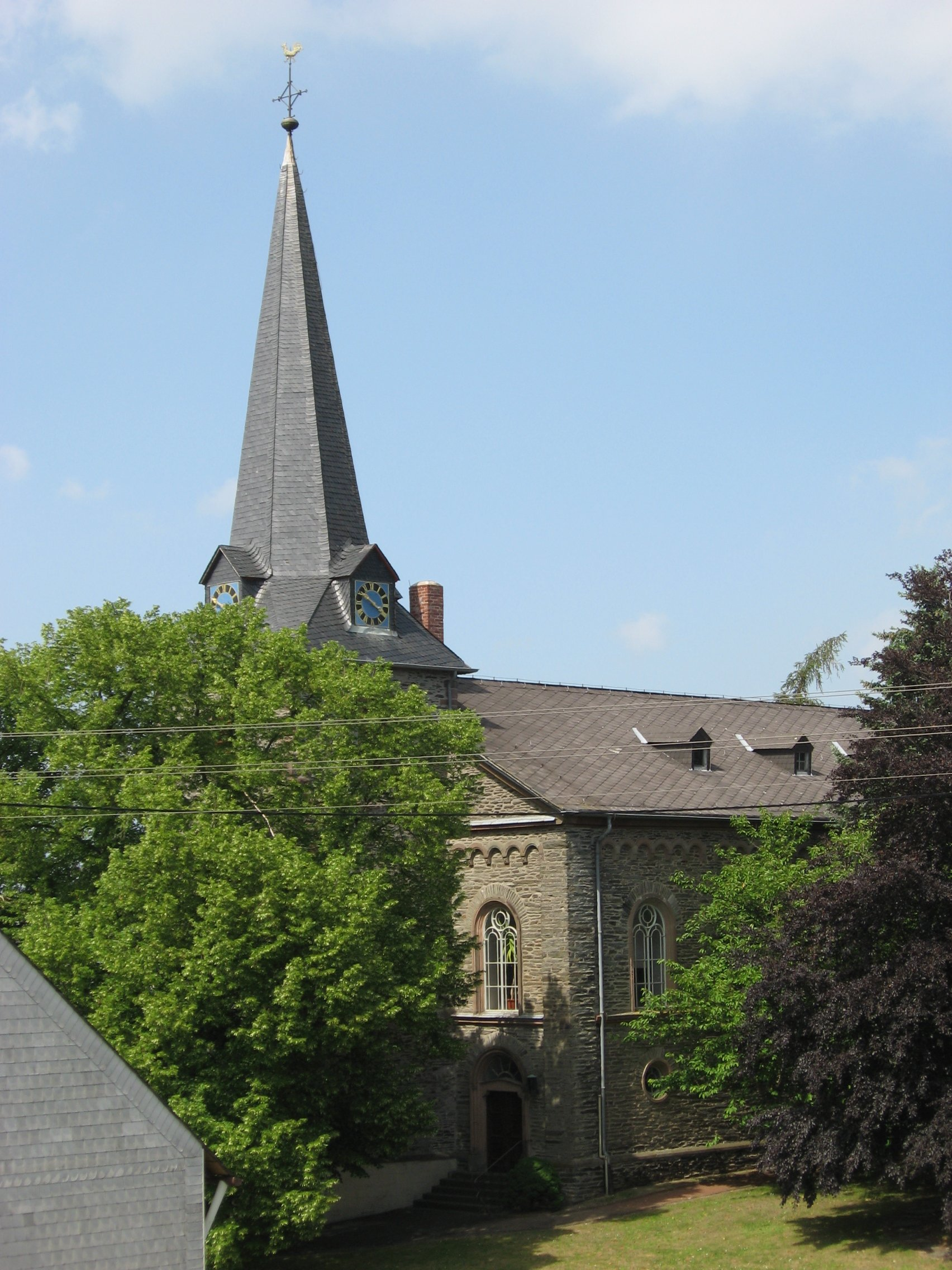
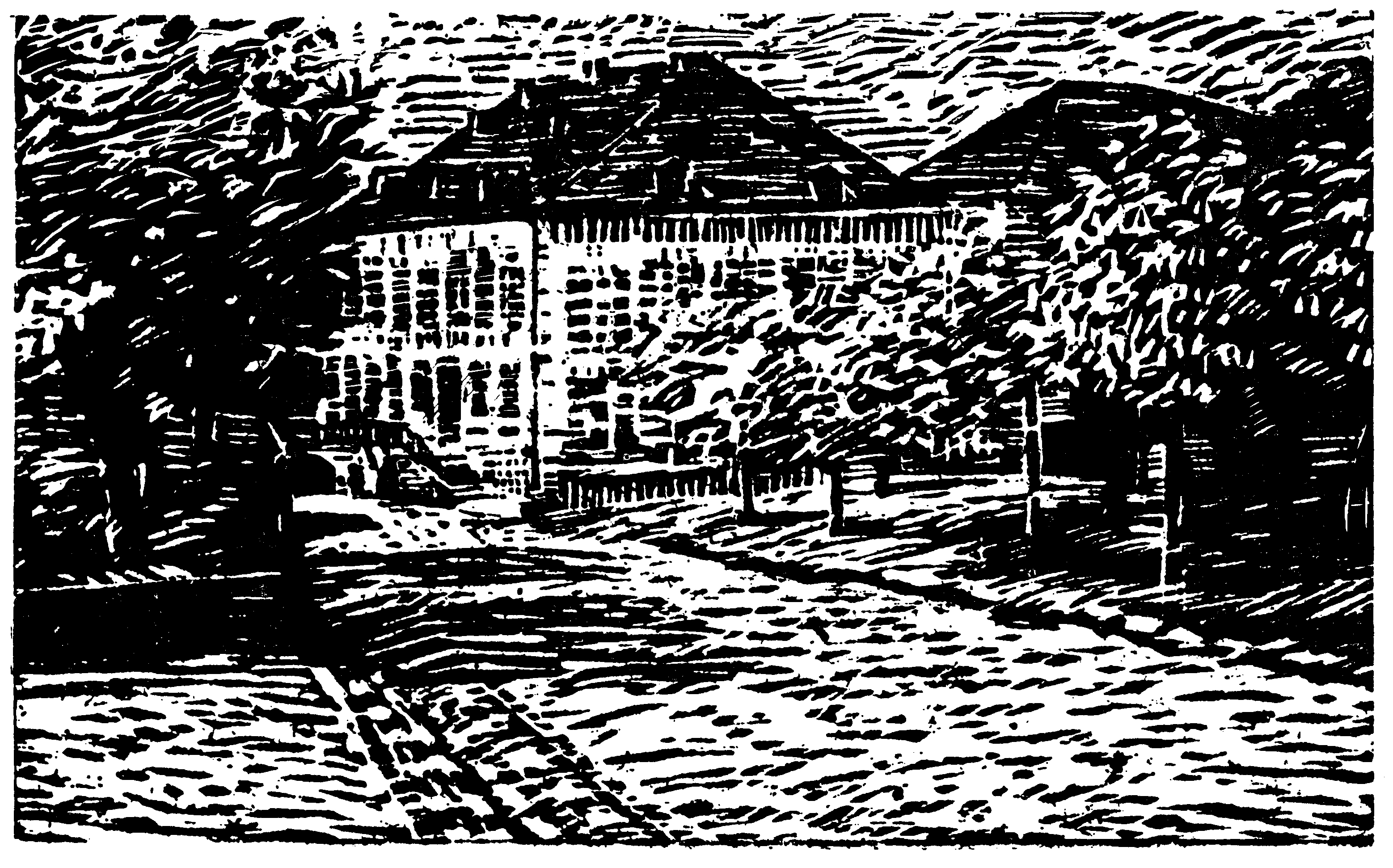